# Zhangwan
Zhangwan (en chino, 张湾; pinyin, Zhāng·Wān) es un distrito urbano bajo la administración directa de la Prefectura Shiyan  en la Provincia de Hubei, República Popular China.  Su área es de 657 km² y su población total para 2010 superó los 368 mil habitantes. 

## Administración
Desde junio  de 2023, el  Distrito Zhangwan   se divide en 8 pueblos que se administran en 4 subdistritos, 2   poblados y 2 villas.

## Toponimia
Los sinogramas del topónimo son Zhang (nombre propio) y Wan (bahía). El nombre proviene de una aldea construida originalmente por la familia Zhang en una bahía, de ahí su nombre, "Zhangwan" «bahía de (la familia) Zhang».

## Historia
Originalmente pertenecía al Condado Yun, y fue separado de él por la oficina de Shiyan en 1967. Perteneció a la ciudad de Shiyan en 1970. En mayo de 1984, la Comuna Shiyan fue abolida para establecer el Distrito Zhangwan.